# Michel-Ange – Molitor (stanice metra v Paříži)
Michel-Ange – Molitor je přestupní stanice pařížského metra mezi linkami 9 a 10 v 16. obvodu v Paříži. Nachází se na křižovatce ulic Rue Michel-Ange, pod kterou projíždí linka 9, a Rue Molitor, pod kterou vede linka 10. Linka 10 je v této části jednosměrná, tj. vlaky jezdí pouze ve směru ze stanice Boulogne – Pont de Saint-Cloud do stanice Gare d'Austerlitz.

## Historie
Stanice byla otevřena 30. září 1913 při prodloužení linky 8 od stanice Beaugrenelle (dnes Charles Michels) po Porte d'Auteuil.
Nástupiště linky 9 bylo otevřeno 8. listopadu 1922, když byl zprovozněn první úsek linky mezi stanicemi Exelmans a Trocadéro.
27. července 1937 byl úsek linky 8 La Motte-Picquet – Grenelle ↔ Porte d'Auteuil odpojen od linky 8 a stal se součástí linky 10.

## Název
Jméno stanice se skládá ze dvou částí a je odvozeno od názvů ulic, které se zde kříží: Rue Michel-Ange a Rue Molitor. Michel-Ange je francouzský tvar jména italského umělce Michelangela Buonarrotiho. Gabriel Jean Joseph Molitor (1770–1849) byl maršál Francie.

## Vstupy
Na lince 9 je výstup z nástupiště na jeho začátku ve směru Mairie de Montreuil a vede na křižovatku ulic Rue Michel-Ange a Rue Molitor, kam ústí rovněž výstup z nástupiště linky 10.